# Тур де Рібас
Тур де Рібас — шосейна одноденна велогонка, що проводиться з 1995 року в Одеській області (Україна).

## Історія
Свою назву гонка здобула на честь Йосипа Михайловича де Рібаса — першого градоначальника Одеси. Її дебютний випуск у 1995 році був присвячений 200-річчю міста. До 2015 року проводилась як багатоденна.
У 2016 році увійшла до Європейського туру UCI, отримавши категорію 2.1.

## Призери
| Рік  | Переможець           | Срібний призер     | Бронзовий призер   |
| ---- | -------------------- | ------------------ | ------------------ |
| 1995 | Кирило Поспєєв       | Андрій Москальов   | Валерій Макарін    |
| 1996 | Валерій Кобзаренко   | Вадим Нанаєнко     | Валерій Зайцев     |
| 1997 | Юрій Метлушенко      | Валерій Кобзаренко | Валерій Макарін    |
| 1998 | Олексій Наказний     | Юрій Прокопенко    | Олексій Христанін  |
| 1999 | Анатолій Варварюк    | Володимир Старчик  | Петро Колесніков   |
| 2000 | не проводилася       | не проводилася     | не проводилася     |
| 2001 | Леонід Тимченко      | Андрій Бичко       | Андрій Пєтушков    |
| 2002 | Олександр Дикий      | Андрій Гладкий     | Андрій Прищепа     |
| 2003 | Олександр Суроткович | Андрій Прищепа     | Андрій Гладкий     |
| 2004 | Олександр Суроткович | Віталій Бричак     |                    |
| 2005 | Олександр Суроткович | Андрій Кутало      | Юрій Леотенко      |
| 2006 | Андрій Гладкий       | Любомир Полатайко  | Олександр Клименко |
| 2007 | Ніколас Гоменюк      | Олексій Шепілов    | Станіслав Волков   |
| 2008 | Віталій Кондрут      | Руслан Підгорний   | Станіслав Волков   |
| 2009 | Дмитро Петров        | Андрій Горкуша     | Роман Вишньовський |
| 2010 | Олексій Шмідт        | Андрій Василюк     | Валерій Кобзаренко |
| 2011 | Артем Теслер         | Володимир Дюдя     | Сергій Гречин      |
| 2012 | не проводилася       | не проводилася     | не проводилася     |
| 2013 | Броніслав Самойлов   | Сергій Попок       | Роман Романович    |
| 2014 | не проводилася       | не проводилася     | не проводилася     |
| 2015 | не проводилася       | не проводилася     | не проводилася     |
| 2016 | Андрій Василюк       | Михайло Кононенко  | Сергій Лагкуті     |
| 2017 | Сергій Лагкуті       | Андрій Василюк     | Ельчин Асадов      |
| 2018 | Андрій Гладкий       |                    |                    |
| 2019 | Онур Балкан          | Віталій Буц        | Матвій Нікітін     |